# Кубок России по кёрлингу среди женщин 2017
Кубок России по кёрлингу среди женщин 2017 проводился с 5 по 10 декабря 2017 года в городе Сочи на арене Кёрлингового центра «Ледяной куб». Турнир проводился в ??-й раз.
В турнире принимало участие 16 команд.
Обладателями Кубка стала команда «Московская область 2» (Дмитров; скип Влада Румянцева), победившая в финале команду «Адамант 2 - Санкт-Петербург» (скип Виктория Моисеева). Третье место заняла команда «Зекурион-Москвич» (Москва; скип Екатерина Галкина).

## Формат соревнований
Команды разбиваются на 2 группы (А, Б) по 8 команд, где играют друг с другом по круговой системе в один круг. На групповом этапе командам начисляются очки: за победу — 2 очка, за поражение — 1 очко. Затем 4 команды, занявшие в группах 1-е и 2-е места, выходят в плей-офф, где играют по олимпийской системе. Сначала команды встречаются в полуфиналах (1-е место группы А со 2-м местом группы Б и 1-е место группы Б со 2-м местом группы А); победители полуфиналов в финале разыгрывают 1-е и 2-е места, проигравшие в полуфиналах разыгрывают между собой 3-е и 4-е места. В итоговой классификации команды, не вышедшие в плей-офф, ранжируются по месту, занятому в группе, а между командами, занявшими одинаковые места, по результату тестовых бросков в дом (ТБД, англ. Draw Shot Challenge, DSC, в сантиметрах, команда с меньшим результатом занимает более высокое место). Все матчи проводятся в 8 эндов.

## Команды
|          | Команда                        | Скип                       | Третий               | Второй                   | Первый                  | Запасной             |
| -------- | ------------------------------ | -------------------------- | -------------------- | ------------------------ | ----------------------- | -------------------- |
| Группа А |                                |                            |                      |                          |                         |                      |
| А1       | Московская область 2 (Дмитров) | Влада Румянцева            | Ксения Шевчук        | Ирина Рязанова           | Анастасия Мищенко       | Анастасия Шустрова   |
| А2       | Москвич 2 (Москва)             | Софья Оразалина            | Марина Малеева       | Ирина Беляева            | Дарья Буракова          | Анастасия Кленина    |
| А3       | Адамант 2 - Санкт-Петербург    | Виктория Моисеева          | Мария Бакшеева       | Мария Дуюнова            | Арина Заседателева      | Полина Биккер        |
| А4       | Санкт-Петербург 3              | Анастасия Халанская        | Вероника Тепляшина   | Полина Гуща              | Мария Дроздова          |                      |
| А5       | Челябинская область            | Татьяна-Антоанета Плаксина | Властелина Бегашева  | София Васильева          | Диана Пронина           | Екатерина Лящук      |
| А6       | УОР-2 (Санкт-Петербург)        | Алина Бородулина (4-й)     | Валерия Мирошниченко | Арина Артамонова         | Дарья Патрикеева (скип) |                      |
| А7       | Воробьёвы горы 2 (Москва)      | Анастасия Прокофьева       | Анна Антонюк         | Анастасия Володина       | Равиля Искакова         |                      |
| А8       | Краснодарский край (Сочи)      | Ольга Жаркова              | Людмила Прививкова   | Виктория Енбаева         | Анастасия Эксузян       | Карина Баймухомедова |
| Группа Б |                                |                            |                      |                          |                         |                      |
| Б1       | Московская область 3 (Дмитров) | Екатерина Толстова         | Алина Лёц            | Виктория Постнова        | Дарья Вертихина         | Дарья Щелягина       |
| Б2       | Санкт-Петербург 4              | Диана Маргарян             | Надежда Белякова     | Арина Пянтина            | Анастасия Даньшина      | Алиса Шенефельдт     |
| Б3       | Адамант 1 - Санкт-Петербург    | Ульяна Васильева           | Ирина Низовцева      | Вера Тюлякова            | Екатерина Кузьмина      | Оксана Богданова     |
| Б4       | Москвич 1 (Москва)             | Валерия Скляренко          | Ксения Новикова      | Наталия Губанова         | Полина Черных           | Юлия Булгакова       |
| Б5       | Воробьёвы горы 1 (Москва)      | Евгения Дёмкина            | Римма Шаяфетдинова   | Анастасия Бегинина       | Мария Миконяти          | Юлия Булахова        |
| Б6       | Сборная кёрлинг-клубов Москвы  | Екатерина Тельнова         | Елена Давтян         | Наталья Колотилина       | Надежда Окорокова       |                      |
| Б7       | Зекурион-Москвич (Москва)      | Алина Биктимирова          | Яна Некрасова        | Екатерина Антонова       | Анастасия Скултан       | Лолита Третьяк       |
| Б8       | Московская область 1 (Дмитров) | Дарья Морозова             | Ольга Котельникова   | Александра Кардапольцева | Дарья Стёксова          |                      |

## Результаты соревнований
Время начала матчей указано по местному времени (UTC+3).

### Групповой этап

#### Группа A
|    | Команда                                | А1  | А2  | А3  | А4   | А5   | А6  | А7   | А8  | В | П | О  | ТБД, см | Место |
| -- | -------------------------------------- | --- | --- | --- | ---- | ---- | --- | ---- | --- | - | - | -- | ------- | ----- |
| А1 | Московская область 2 (Румянцева)       | *   | 8:2 | 2:4 | 7:3  | 5:2  | 9:1 | 7:8  | 6:3 | 5 | 2 | 12 | 78,21   | 2     |
| А2 | Москвич 2 (Оразалина)                  | 2:8 | *   | 2:6 | 1:7  | 9:1  | 4:5 | 6:3  | 3:6 | 2 | 5 | 9  | 92,01   | 7     |
| А3 | Адамант 2 - Санкт-Петербург (Моисеева) | 4:2 | 6:2 | *   | 6:1  | 9:2  | 5:3 | 4:3  | 6:4 | 7 | 0 | 14 | 47,84   | 1     |
| А4 | Санкт-Петербург 3 (Халанская)          | 3:7 | 7:1 | 1:6 | *    | 10:0 | 3:6 | 5:6  | 4:5 | 2 | 5 | 9  | 65,13   | 6     |
| А5 | Челябинская область (Плаксина)         | 2:5 | 1:9 | 2:9 | 0:10 | *    | 7:4 | 2:11 | 2:5 | 1 | 6 | 8  | 76,47   | 8     |
| А6 | УОР-2 (Патрикеева)                     | 1:9 | 5:4 | 3:5 | 6:3  | 4:7  | *   | 5:8  | 2:6 | 2 | 5 | 9  | 73,26   | 5     |
| А7 | Воробьёвы горы 2 (Прокофьева)          | 8:7 | 3:6 | 3:4 | 6:5  | 11:2 | 8:5 | *    | 2:5 | 4 | 3 | 11 | 74,81   | 4     |
| А8 | Краснодарский край (Жаркова)           | 3:6 | 6:3 | 4:6 | 5:4  | 5:2  | 6:2 | 5:2  | *   | 5 | 2 | 12 | 69,26   | 3     |

#### Группа Б
|    | Команда                                 | Б1   | Б2  | Б3  | Б4  | Б5  | Б6   | Б7   | Б8   | В | П | О  | ТБД, см | Место |
| -- | --------------------------------------- | ---- | --- | --- | --- | --- | ---- | ---- | ---- | - | - | -- | ------- | ----- |
| Б1 | Московская область 3 (Толстова)         | *    | 2:9 | 4:9 | 6:9 | 5:3 | 6:3  | 9:10 | 5:6  | 2 | 5 | 9  | 101,71  | 6     |
| Б2 | Санкт-Петербург 4 (Маргарян)            | 9:2  | *   | 3:6 | 5:7 | 3:6 | 6:3  | 1:7  | 5:4  | 3 | 4 | 10 | 67,76   | 4     |
| Б3 | Адамант 1 - Санкт-Петербург (Васильева) | 9:4  | 6:3 | *   | 6:5 | 8:2 | 5:1  | 5:4  | 5:1  | 7 | 0 | 14 | 52,17   | 1     |
| Б4 | Москвич 1 (Скляренко)                   | 9:6  | 7:5 | 5:6 | *   | 7:4 | 6:1  | 3:7  | 3:8  | 4 | 3 | 11 | 95,07   | 3     |
| Б5 | Воробьёвы горы 1 (Дёмкина)              | 3:5  | 6:3 | 2:8 | 4:7 | *   | 5:6  | L    | 9:8  | 2 | 5 | 9  | 84,22   | 7     |
| Б6 | Сборная к/клубов Москвы (Тельнова)      | 3:6  | 3:6 | 1:5 | 1:6 | 6:5 | *    | 3:6  | 3:11 | 1 | 6 | 8  | 83,07   | 8     |
| Б7 | Зекурион-Москвич (Биктимирова)          | 10:9 | 7:1 | 4:5 | 7:3 | W   | 6:3  | *    | 8:2  | 6 | 1 | 13 | 51,94   | 2     |
| Б8 | Московская область 1 (Морозова)         | 6:5  | 4:5 | 1:5 | 8:3 | 8:9 | 11:3 | 2:8  | *    | 3 | 4 | 10 | 40,28   | 5     |

     Проходят в плей-офф
«W» — техническая победа; «L» — техническое поражение

### Плей-офф
|  | Полуфиналы | Полуфиналы                              | Полуфиналы                              | Полуфиналы                              | Полуфиналы                              | Полуфиналы                              | Полуфиналы                              | Полуфиналы                              | Полуфиналы                              | Полуфиналы |                                        |                                        | Финал                                   | Финал                                   | Финал                                   | Финал                                   | Финал                                   | Финал                                   | Финал                                   | Финал                                   | Финал                                   | Финал |
|  |            |                                         |                                         |                                         |                                         |                                         |                                         |                                         |                                         |            |                                        |                                        |                                         |                                         |                                         |                                         |                                         |                                         |                                         |                                         |                                         |       |
|  | А-1        | Адамант 2 - Санкт-Петербург (Моисеева)  | Адамант 2 - Санкт-Петербург (Моисеева)  | Адамант 2 - Санкт-Петербург (Моисеева)  | Адамант 2 - Санкт-Петербург (Моисеева)  | Адамант 2 - Санкт-Петербург (Моисеева)  | Адамант 2 - Санкт-Петербург (Моисеева)  | Адамант 2 - Санкт-Петербург (Моисеева)  | Адамант 2 - Санкт-Петербург (Моисеева)  | 5          |                                        |                                        |                                         |                                         |                                         |                                         |                                         |                                         |                                         |                                         |                                         |       |
|  | А-1        | Адамант 2 - Санкт-Петербург (Моисеева)  | Адамант 2 - Санкт-Петербург (Моисеева)  | Адамант 2 - Санкт-Петербург (Моисеева)  | Адамант 2 - Санкт-Петербург (Моисеева)  | Адамант 2 - Санкт-Петербург (Моисеева)  | Адамант 2 - Санкт-Петербург (Моисеева)  | Адамант 2 - Санкт-Петербург (Моисеева)  | Адамант 2 - Санкт-Петербург (Моисеева)  | 5          |                                        |                                        |                                         |                                         |                                         |                                         |                                         |                                         |                                         |                                         |                                         |       |
|  | Б-2        | Зекурион-Москвич (Биктимирова)          | Зекурион-Москвич (Биктимирова)          | Зекурион-Москвич (Биктимирова)          | Зекурион-Москвич (Биктимирова)          | Зекурион-Москвич (Биктимирова)          | Зекурион-Москвич (Биктимирова)          | Зекурион-Москвич (Биктимирова)          | Зекурион-Москвич (Биктимирова)          | 4          |                                        |                                        |                                         |                                         |                                         |                                         |                                         |                                         |                                         |                                         |                                         |       |
|  |            |                                         |                                         |                                         |                                         |                                         |                                         |                                         |                                         |            | Адамант 2 - Санкт-Петербург (Моисеева) | Адамант 2 - Санкт-Петербург (Моисеева) | Адамант 2 - Санкт-Петербург (Моисеева)  | Адамант 2 - Санкт-Петербург (Моисеева)  | Адамант 2 - Санкт-Петербург (Моисеева)  | Адамант 2 - Санкт-Петербург (Моисеева)  | Адамант 2 - Санкт-Петербург (Моисеева)  | Адамант 2 - Санкт-Петербург (Моисеева)  | Адамант 2 - Санкт-Петербург (Моисеева)  | L                                       |                                         |       |
|  |            |                                         |                                         |                                         |                                         |                                         |                                         |                                         |                                         |            | Адамант 2 - Санкт-Петербург (Моисеева) | Адамант 2 - Санкт-Петербург (Моисеева) | Адамант 2 - Санкт-Петербург (Моисеева)  | Адамант 2 - Санкт-Петербург (Моисеева)  | Адамант 2 - Санкт-Петербург (Моисеева)  | Адамант 2 - Санкт-Петербург (Моисеева)  | Адамант 2 - Санкт-Петербург (Моисеева)  | Адамант 2 - Санкт-Петербург (Моисеева)  | Адамант 2 - Санкт-Петербург (Моисеева)  | L                                       |                                         |       |
|  |            |                                         |                                         |                                         |                                         |                                         |                                         |                                         |                                         |            |                                        |                                        | Московская область 2 (Румянцева)        | Московская область 2 (Румянцева)        | Московская область 2 (Румянцева)        | Московская область 2 (Румянцева)        | Московская область 2 (Румянцева)        | Московская область 2 (Румянцева)        | Московская область 2 (Румянцева)        | Московская область 2 (Румянцева)        | Московская область 2 (Румянцева)        | W     |
|  | Б-1        | Адамант 1 - Санкт-Петербург (Васильева) | Адамант 1 - Санкт-Петербург (Васильева) | Адамант 1 - Санкт-Петербург (Васильева) | Адамант 1 - Санкт-Петербург (Васильева) | Адамант 1 - Санкт-Петербург (Васильева) | Адамант 1 - Санкт-Петербург (Васильева) | Адамант 1 - Санкт-Петербург (Васильева) | Адамант 1 - Санкт-Петербург (Васильева) | 2          |                                        |                                        | Московская область 2 (Румянцева)        | Московская область 2 (Румянцева)        | Московская область 2 (Румянцева)        | Московская область 2 (Румянцева)        | Московская область 2 (Румянцева)        | Московская область 2 (Румянцева)        | Московская область 2 (Румянцева)        | Московская область 2 (Румянцева)        | Московская область 2 (Румянцева)        | W     |
|  | Б-1        | Адамант 1 - Санкт-Петербург (Васильева) | Адамант 1 - Санкт-Петербург (Васильева) | Адамант 1 - Санкт-Петербург (Васильева) | Адамант 1 - Санкт-Петербург (Васильева) | Адамант 1 - Санкт-Петербург (Васильева) | Адамант 1 - Санкт-Петербург (Васильева) | Адамант 1 - Санкт-Петербург (Васильева) | Адамант 1 - Санкт-Петербург (Васильева) | 2          |                                        |                                        |                                         |                                         |                                         |                                         |                                         |                                         |                                         |                                         |                                         |       |
|  | А-2        | Московская область 2 (Румянцева)        | Московская область 2 (Румянцева)        | Московская область 2 (Румянцева)        | Московская область 2 (Румянцева)        | Московская область 2 (Румянцева)        | Московская область 2 (Румянцева)        | Московская область 2 (Румянцева)        | Московская область 2 (Румянцева)        | 8          |                                        |                                        |                                         |                                         |                                         |                                         |                                         |                                         |                                         |                                         |                                         |       |
|  | А-2        | Московская область 2 (Румянцева)        | Московская область 2 (Румянцева)        | Московская область 2 (Румянцева)        | Московская область 2 (Румянцева)        | Московская область 2 (Румянцева)        | Московская область 2 (Румянцева)        | Московская область 2 (Румянцева)        | Московская область 2 (Румянцева)        | 8          |                                        |                                        |                                         |                                         |                                         |                                         |                                         |                                         |                                         |                                         |                                         |       |
|  |            |                                         |                                         |                                         |                                         |                                         |                                         |                                         |                                         |            |                                        |                                        | Матч за 3-е место                       |                                         |                                         |                                         |                                         |                                         |                                         |                                         |                                         |       |
|  |            |                                         |                                         |                                         |                                         |                                         |                                         |                                         |                                         |            |                                        |                                        |                                         |                                         |                                         |                                         |                                         |                                         |                                         |                                         |                                         |       |
|  |            |                                         |                                         |                                         |                                         |                                         |                                         |                                         |                                         |            |                                        |                                        |                                         |                                         |                                         |                                         |                                         |                                         |                                         |                                         |                                         |       |
|  |            |                                         |                                         |                                         |                                         |                                         |                                         |                                         |                                         |            |                                        |                                        |                                         |                                         |                                         |                                         |                                         |                                         |                                         |                                         |                                         |       |
|  |            |                                         |                                         |                                         |                                         |                                         |                                         |                                         |                                         |            |                                        |                                        | Зекурион-Москвич (Биктимирова)          | Зекурион-Москвич (Биктимирова)          | Зекурион-Москвич (Биктимирова)          | Зекурион-Москвич (Биктимирова)          | Зекурион-Москвич (Биктимирова)          | Зекурион-Москвич (Биктимирова)          | Зекурион-Москвич (Биктимирова)          | Зекурион-Москвич (Биктимирова)          | Зекурион-Москвич (Биктимирова)          | W     |
|  |            |                                         |                                         |                                         |                                         |                                         |                                         |                                         |                                         |            |                                        |                                        | Зекурион-Москвич (Биктимирова)          | Зекурион-Москвич (Биктимирова)          | Зекурион-Москвич (Биктимирова)          | Зекурион-Москвич (Биктимирова)          | Зекурион-Москвич (Биктимирова)          | Зекурион-Москвич (Биктимирова)          | Зекурион-Москвич (Биктимирова)          | Зекурион-Москвич (Биктимирова)          | Зекурион-Москвич (Биктимирова)          | W     |
|  |            |                                         |                                         |                                         |                                         |                                         |                                         |                                         |                                         |            |                                        |                                        | Адамант 1 - Санкт-Петербург (Васильева) | Адамант 1 - Санкт-Петербург (Васильева) | Адамант 1 - Санкт-Петербург (Васильева) | Адамант 1 - Санкт-Петербург (Васильева) | Адамант 1 - Санкт-Петербург (Васильева) | Адамант 1 - Санкт-Петербург (Васильева) | Адамант 1 - Санкт-Петербург (Васильева) | Адамант 1 - Санкт-Петербург (Васильева) | Адамант 1 - Санкт-Петербург (Васильева) | L     |
|  |            |                                         |                                         |                                         |                                         |                                         |                                         |                                         |                                         |            |                                        |                                        | Адамант 1 - Санкт-Петербург (Васильева) | Адамант 1 - Санкт-Петербург (Васильева) | Адамант 1 - Санкт-Петербург (Васильева) | Адамант 1 - Санкт-Петербург (Васильева) | Адамант 1 - Санкт-Петербург (Васильева) | Адамант 1 - Санкт-Петербург (Васильева) | Адамант 1 - Санкт-Петербург (Васильева) | Адамант 1 - Санкт-Петербург (Васильева) | Адамант 1 - Санкт-Петербург (Васильева) | L     |

### Итоговая классификация
| Место | Команда                       | Скип                       | И | В | П | МГ | ТБД, см |
| ----- | ----------------------------- | -------------------------- | - | - | - | -- | ------- |
| 1     | Московская область 2          | Влада Румянцева            | 9 | 7 | 2 | 2  | 78,21   |
| 2     | Адамант 2 - Санкт-Петербург   | Виктория Моисеева          | 9 | 8 | 1 | 1  | 47,84   |
| 3     | Зекурион-Москвич (Москва)     | Алина Биктимирова          | 9 | 7 | 2 | 2  | 51,94   |
| 4     | Адамант 1 - Санкт-Петербург   | Ульяна Васильева           | 9 | 7 | 2 | 1  | 52,17   |
| 5     | Краснодарский край            | Ольга Жаркова              | 7 | 5 | 2 | 3  | 69,26   |
| 6     | Москвич 1 (Москва)            | Валерия Скляренко          | 7 | 4 | 3 | 3  | 95,07   |
| 7     | Санкт-Петербург 4             | Диана Маргарян             | 7 | 3 | 4 | 4  | 67,76   |
| 8     | Воробьёвы горы 2 (Москва)     | Анастасия Прокофьева       | 7 | 4 | 3 | 4  | 74,81   |
| 9     | Московская область 1          | Дарья Морозова             | 7 | 3 | 4 | 5  | 40,28   |
| 10    | УОР-2 (Санкт-Петербург)       | Дарья Патрикеева           | 7 | 2 | 5 | 5  | 73,26   |
| 11    | Санкт-Петербург 3             | Анастасия Халанская        | 7 | 2 | 5 | 6  | 65,13   |
| 12    | Московская область 3          | Екатерина Толстова         | 7 | 2 | 5 | 6  | 101,71  |
| 13    | Воробьёвы горы 1 (Москва)     | Евгения Дёмкина            | 7 | 2 | 5 | 7  | 84,22   |
| 14    | Москвич 2 (Москва)            | Софья Оразалина            | 7 | 2 | 5 | 7  | 92,01   |
| 15    | Челябинская область           | Татьяна-Антоанета Плаксина | 7 | 1 | 6 | 8  | 76,47   |
| 16    | Сборная кёрлинг-клубов Москвы | Екатерина Тельнова         | 7 | 1 | 6 | 8  | 83,07   |